# Fort Worth
Fort Worth es una ciudad ubicada en los condados de Tarrant y Denton y parte del Dallas-Fort Worth metroplex  en la región noreste del estado de Texas, Estados Unidos.
En el Censo de 2010 tenía una población de 741 206 habitantes y una densidad poblacional de 822.69 hab./km². Fort Worth es la sede del Condado de Tarrant y forma parte del Metroplex. Actualmente, la ciudad es una de las urbes con mayor crecimiento en el país. La ciudad se enorgullece de su pasado del Viejo Oeste y se hace llamar el lugar «donde empieza el oeste». También es famosa por sus grandes nudos de comunicación de ferrocarril, carretera y aire, así como por ser la sede de las industrias agropecuarias de Texas. Se encuentra ubicada en el curso alto del río Trinity.
También es famosa por su industria diversificada, entre las cuales destacan:
- Industria Aeroespacial.
- Industria del Motor.
- Industria Farmacéutica.
- Industria alimentaria.
- Refinerías de petróleo (comenzó en 1920).

Fort Worth es la sede de la Universidad Cristiana de Texas, fundada en el año 1873, y también del Seminario Teológico Bautista del Suroeste.

## Historia
En enero de 1849, el general William J. Worth, veterano de la Intervención estadounidense en México, propuso la construcción de diez fuertes a lo largo de la frontera oeste de Texas. Tras la muerte de Worth en mayo de 1849, el general William S. Harney asumió el mando del Departamento de Texas y ordenó al mayor Ripley A. Arnold encontrar un lugar para la construcción de un nuevo fuerte cerca del brazo oeste de río Trinity. El 6 de junio de 1849, Arnold estableció un campamento a orillas del río Trinity nombrándolo Camp Worth en honor del general Worth. El departamento de Guerra de los EE. UU., el 14 de noviembre de 1849, nombró oficialmente al fuerte como Fort Worth.
Años después el poblado se transformaría en importante centro de la industria ganadera, ganando el apodo de «Cowtown». En 1876 la llegada del ferrocarril a Fort Worth provocó un auge en la industria y el comercio mayorista marcando un mayúsculo crecimiento de la ciudad. El desarrollo de la industria se impulsó en 1920, gracias al descubrimiento de petróleo en los alrededores.

## Geografía

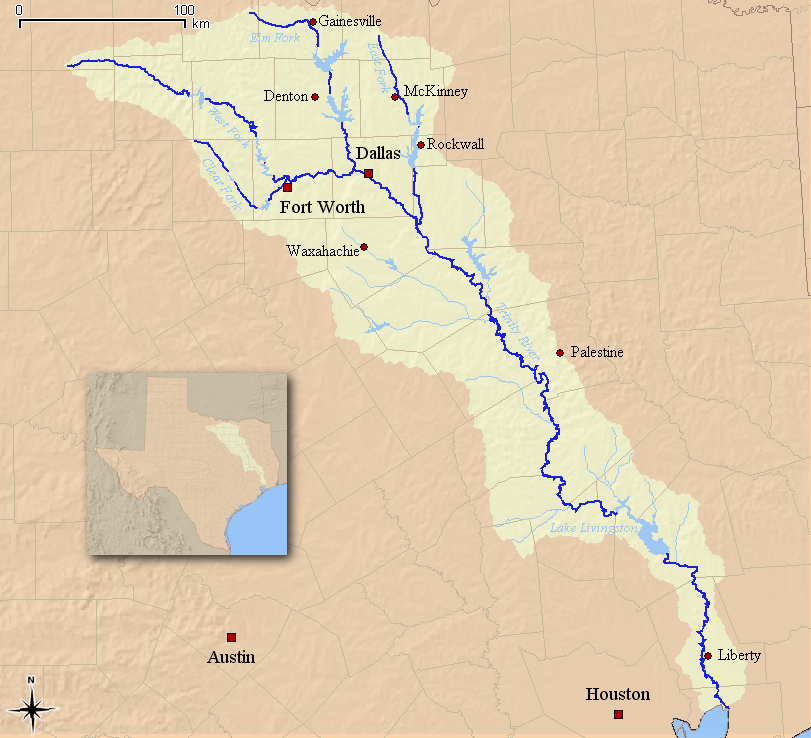
Ubicación de Fort Worth en la cuenca del río Trinity

Fort Worth se encuentra ubicada en las coordenadas 32°46′46″N 97°20′47″O / 32.77944, -97.34639. Según la Oficina del Censo de los Estados Unidos, Fort Worth tiene una superficie total de 900.96 km², de la cual 880.12 km² corresponden a tierra firme y (2.31 %) 20.83 km² es agua.

## Demografía
Según el censo de 2020, había 918 915 personas residiendo en Fort Worth. La densidad de población era de 1000 hab./km². De los 918 915 habitantes, Fort Worth estaba compuesto por el 61.1 % blancos, el 18.91 % eran afroamericanos, el 0.64 % eran amerindios, el 3.73 % eran asiáticos, el 0.1 % eran isleños del Pacífico, el 12.43 % eran de otras razas y el 3.1 % pertenecían a dos o más razas. Del total de la población el 34.06 % eran hispanos o latinos de cualquier raza.

## Centro de la ciudad

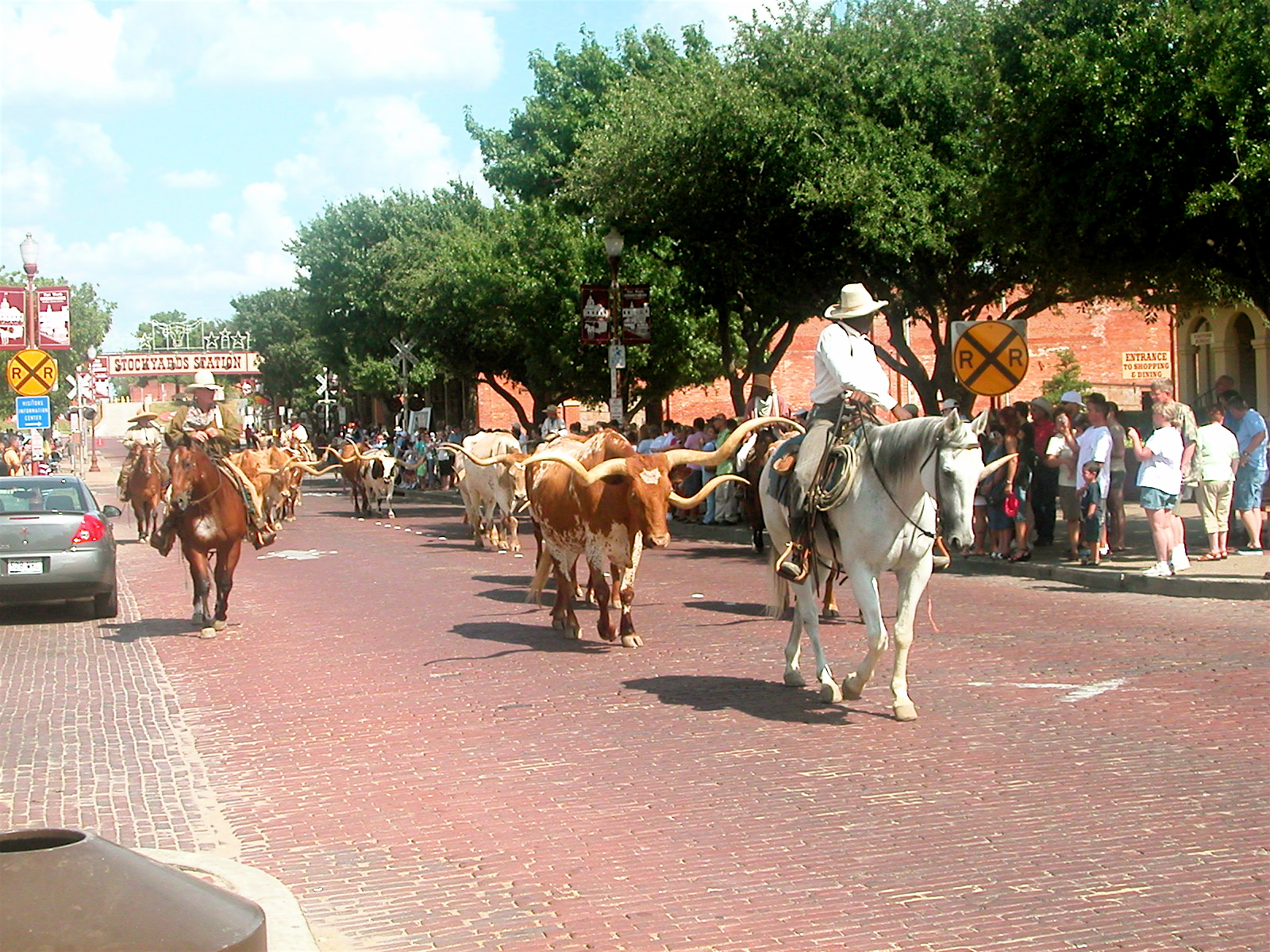
El Stockyard

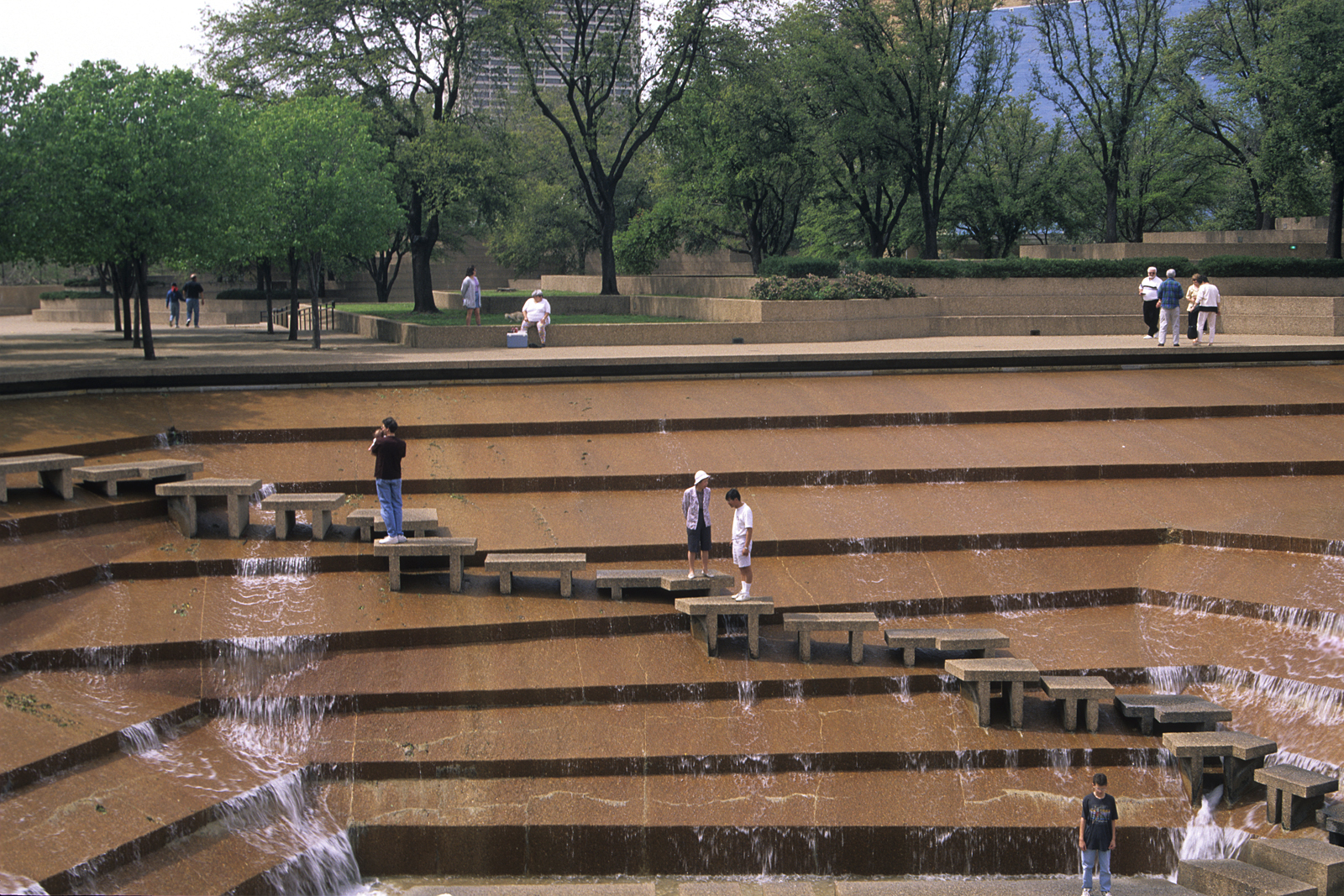
El Jardín de Agua en Fort Worth

- Sundance Square. Es el centro de entretenimiento de la ciudad que comprende veinte manzanas con diferentes tipos de negocio. Restaurantes, bares, boutiques, tiendas de recuerdos, museos, galerías de arte, teatros, cinemas, discotecas, etc. El nombre de Sundance Square hace referencia al pistolero Harry Longabaugh, alias Sundance Kid.

- La Corte del Condado Tarrant se sitúa en el extremo norte de la calle Main. El exterior se utilizaba con frecuencia para las grabaciones de la serie televisiva Walker, Texas Ranger con Chuck Norris.

- Bass Performance Hall. Magnífica sala de conciertos inaugurada en 1998. Es sede de la Orquesta Sinfónica de Fort Worth.

- Fort Worth Convention Center. Centro de convenciones, conciertos, ferias comerciales y espectáculos deportivos. Fue escenario de la final de Copa Davis entre Estados Unidos y Suiza en 1992.

## Cultura
Algunas de sus instituciones culturales son el Museo de Arte Occidental Amon Carter, el Museo de Arte Kimbell, el Museo de Arte Moderno y el Museo de Ciencia e Historia. También el pueblo de Log Cabin, una reproducción de cabañas, construidas con troncos en el siglo XIX, está localizado en el parque zoológico de Fort Worth.

## Rascacielos
- Burnett Plaza = 173 metros (cuarenta plantas) 1983.
- D.R. Horton Tower = 167 metros (treinta y ocho plantas) 1984.
- Carter+Burgess Plaza = 160 metros (cuarenta plantas) 1983.
- Omni Convention Center Hote = 152 metros (treinta y ocho plantas) 2008 (proyecto).
- The Tower = 149 metros (treinta y cinco plantas) 1974.

## Transporte
- El Aeropuerto Internacional de Dallas-Fort Worth: es el mayor aeropuerto de Texas, y el cuarto más grande del mundo.

## Educación

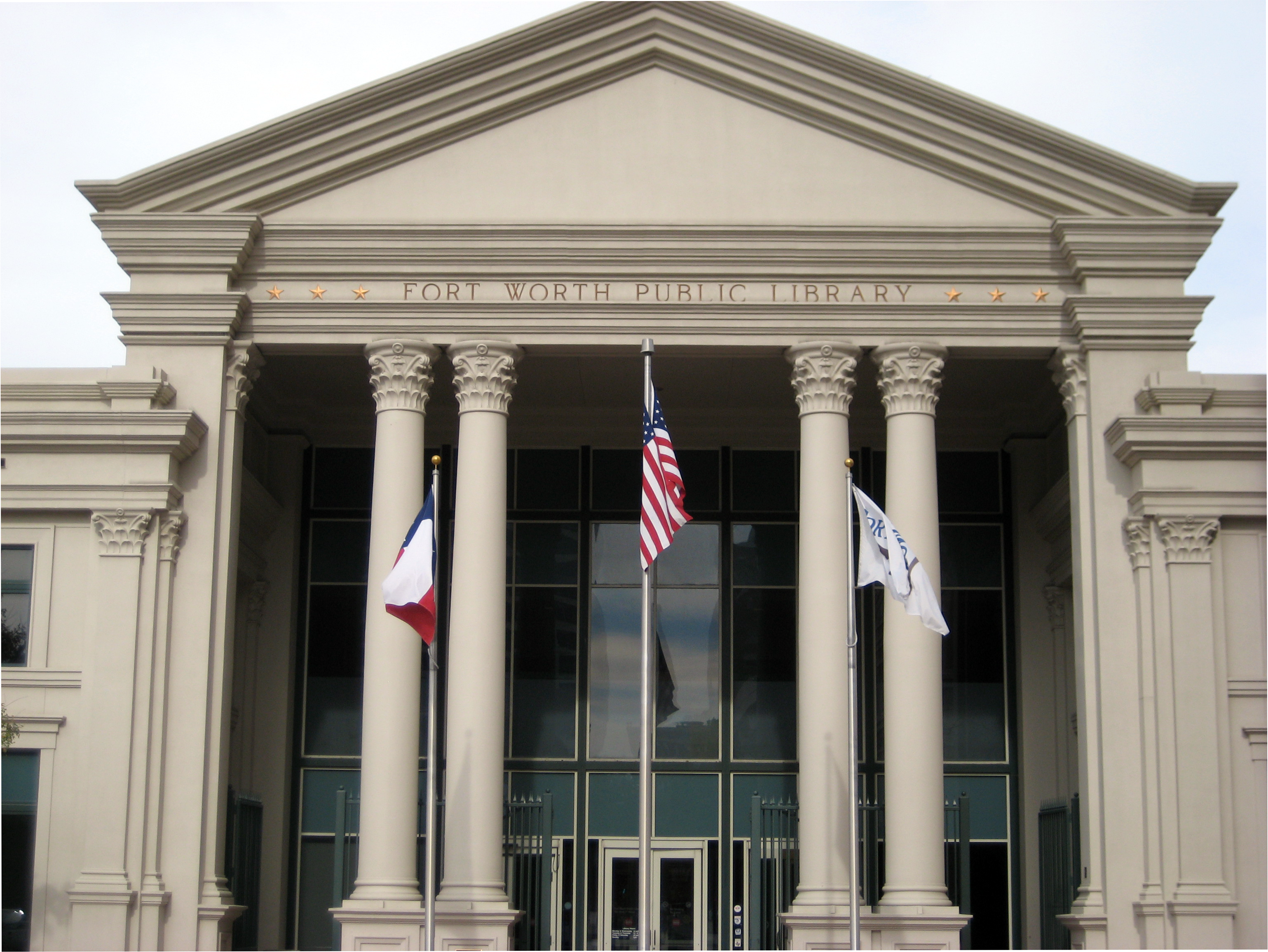
La biblioteca central de la Biblioteca Pública de Fort Worth

El Distrito Escolar Independiente de Fort Worth gestiona escuelas públicas. La Biblioteca Pública de Fort Worth gestiona bibliotecas públicas.

## Deportes
Debido a la cercanía con Dallas, las principales ligas deportivas profesionales de Estados Unidos carecen de equipo propio en Fort Worth.
El Texas Motor Speedway, situado a 40 km de Fort Worth, es un autódromo que ha albergado carreras de la Copa NASCAR, la IndyCar Series y la American Le Mans Series desde su inauguración en 1996.
El Colonial Invitational es un torneo de golf profesional por invitación del PGA Tour que se disputa desde el año 1946 en el Colonial Country Club de Fort Worth.
En cuanto al deporte universitario, los TCU Horned Frogs de la Texas Christian University se han destacado en fútbol americano, béisbol masculino y básquetbol femenino.
Los equipos profesionales de Fort Worth son:
| Equipo             | Deporte            | Liga                  | Estadio                      |
| ------------------ | ------------------ | --------------------- | ---------------------------- |
| Fort Worth Cats    | Béisbol            | AAIPBL                | LaGrave Field                |
| Fort Worth Brahmas | Hockey sobre hielo | Central Hockey League | Fort Worth Convention Center |
| Fort Worth Flyers  | Baloncesto         | NBA D-League          | Fort Worth Convention Center |

En esta ciudad se celebró el XX Campeonato Mundial de Gimnasia Artística de 1979.

## Ciudades hermanadas
| - Reggio Emilia, Italia (1985) - Nagaoka, Niigata, Japón (1987) - Tréveris, Alemania (1987) - Bandung, Indonesia (1990) |  | - Budapest, Hungría (1990) - Toluca, México (1998) - Mbabane, Suazilandia (2004) - Villa Insurgentes, México |